# Rahon (Jura)
Pour les articles homonymes, voir Rahon.
Rahon est une commune française située dans le département du Jura, dans la région culturelle et historique de Franche-Comté et la région administrative Bourgogne-Franche-Comté.
Les habitants de Rahon sont appelés les Rahonnais.

## Géographie

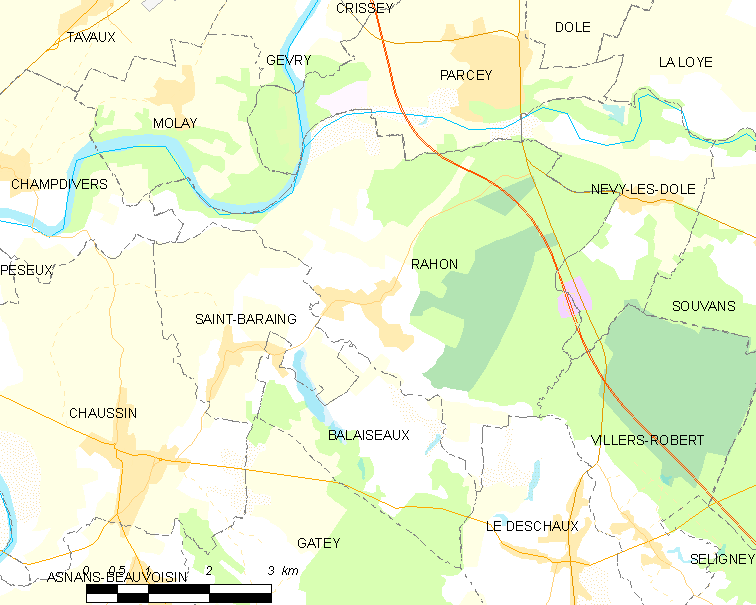
Situation de Rahon.

Rahon est situé à 14 km de Dole, à 47 km de la préfecture de son département du Jura : Lons-le-Saunier, et à 60 km de la préfecture de sa région la Bourgogne-Franche-Comté : Dijon.

La gare ferroviaire SNCF la plus proche est la gare de Dole-Ville.
- Le village est traversé par les rivières du Doubs, de l'Orain et de la Loue.
- Plusieurs étangs, dont celui du Bief-Madame, associé à la légende régionale de la Vouivre.
- Nombreux bois et forêts (Forêt de Rahon, Bois de Rahon, etc.)
- Un canal, qui alimentait le moulin.
- Une réserve naturelle nationale (RNN) : la Réserve naturelle nationale de l'Île du Girard[1], (RNN61), décrétée en 1982, partagée avec les communes de Molay, Parcey et Gevry.

### Climat
Pour des articles plus généraux, voir Climat de la Bourgogne-Franche-Comté et Climat du département du Jura.
En 2010, le climat de la commune est de type climat océanique dégradé des plaines du Centre et du Nord, selon une étude du Centre national de la recherche scientifique s'appuyant sur une série de données couvrant la période 1971-2000. En 2020, Météo-France publie une typologie des climats de la France métropolitaine dans laquelle la commune est exposée à un climat semi-continental et est dans une zone de transition entre les régions climatiques « Bourgogne, vallée de la Saône » et « Jura ». 
Pour la période 1971-2000, la température annuelle moyenne est de 10,6 °C, avec une amplitude thermique annuelle de 17,4 °C. Le cumul annuel moyen de précipitations est de 985 mm, avec 12,1 jours de précipitations en janvier et 8,4 jours en juillet. Pour la période 1991-2020, la température moyenne annuelle observée sur la station météorologique de Météo-France la plus proche, « Tavaux Sa », sur la commune de Tavaux à 7 km à vol d'oiseau, est de 11,7 °C et le cumul annuel moyen de précipitations est de 868,7 mm. 
La température maximale relevée sur cette station est de 40,1 °C, atteinte le 7 août 2003 ; la température minimale est de −18,2 °C, atteinte le 20 décembre 2009,,. 
Les paramètres climatiques de la commune ont été estimés pour le milieu du siècle (2041-2070) selon différents scénarios d'émission de gaz à effet de serre à partir des nouvelles projections climatiques de référence DRIAS-2020. Ils sont consultables sur un site dédié publié par Météo-France en novembre 2022.

## Urbanisme

### Typologie
Au 1er janvier 2024, Rahon est catégorisée commune rurale à habitat dispersé, selon la nouvelle grille communale de densité à sept niveaux définie par l'Insee en 2022.
Elle est située hors unité urbaine. Par ailleurs la commune fait partie de l'aire d'attraction de Dole, dont elle est une commune de la couronne,. Cette aire, qui regroupe 87 communes, est catégorisée dans les aires de 50 000 à moins de 200 000 habitants,.

### Occupation des sols
L'occupation des sols de la commune, telle qu'elle ressort de la base de données européenne d’occupation biophysique des sols Corine Land Cover (CLC), est marquée par l'importance des forêts et milieux semi-naturels (55,8 % en 2018), une proportion sensiblement équivalente à celle de 1990 (56,5 %). La répartition détaillée en 2018 est la suivante : 
forêts (55,8 %), terres arables (18,2 %), prairies (10,9 %), zones agricoles hétérogènes (9,9 %), zones urbanisées (3,8 %), eaux continentales (0,8 %), zones industrielles ou commerciales et réseaux de communication (0,6 %). L'évolution de l’occupation des sols de la commune et de ses infrastructures peut être observée sur les différentes représentations cartographiques du territoire : la carte de Cassini (XVIIIe siècle), la carte d'état-major (1820-1866) et les cartes ou photos aériennes de l'IGN pour la période actuelle (1950 à aujourd'hui).

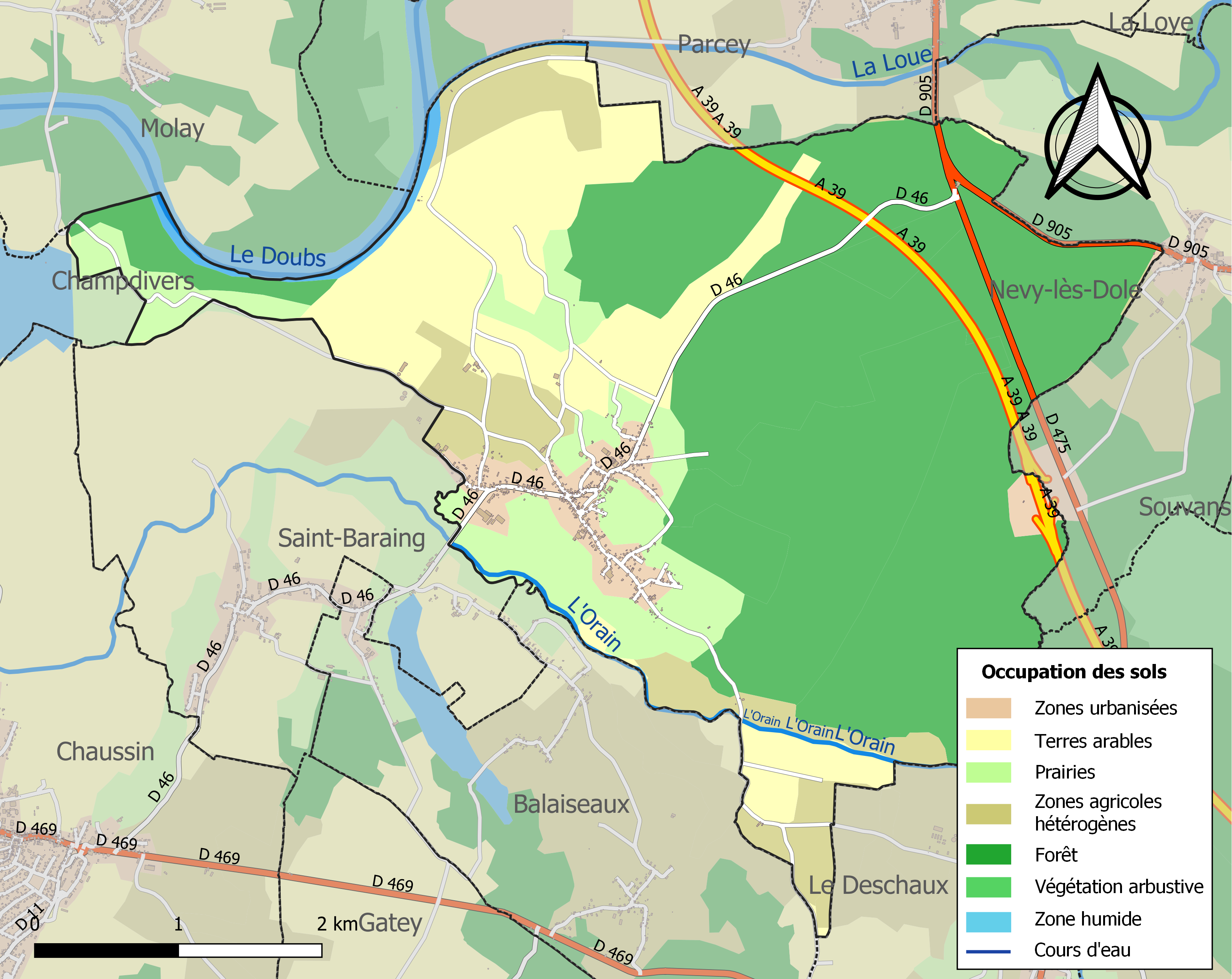
Carte des infrastructures et de l'occupation des sols de la commune en 2018 (CLC).

## Économie
Agriculture, activités de loisir (centre hippique)

## Histoire
Il semblerait que le nom de la commune vienne de Rubra : Alphonse Rousset, dans son Dictionnaire géographique, historique et statistique des communes de la Franche-Comté de 1854, indique : « Cette ville avait été surnommée [...] la ville rouge, Rubra, à cause de la couleur de son enceinte en briques. »
- Première mention au Xe siècle.
- Charte de franchises au XIIIe siècle.
- Saccagé par les troupes de Louis XI en 1479 (dont l'église de l’Assomption-de-la-Mère-de-Dieu, reconstruite ensuite), de Henri IV en 1595 et de Richelieu et Louis XIII, durant les guerres de 1636 (dont le château médiéval).
- Seigneurie érigée en comté en 1780.
- Fusion avec la commune du Gros-Saulçois en 1825.

## Politique et administration
| Période                                  | Période  | Identité                   | Étiquette | Qualité     |
| ---------------------------------------- | -------- | -------------------------- | --------- | ----------- |
| 1935                                     | 1940     | Louis Laloy                |           |             |
| 1940                                     | 1944     | Joseph Belperron           |           |             |
| 1944                                     | 1945     | Auguste (dit Léon) Billard |           |             |
| Les données manquantes sont à compléter. |          |                            |           |             |
| 1959                                     | 1989     | Bernard Ducloux            | LV        | Agriculteur |
| Les données manquantes sont à compléter. |          |                            |           |             |
| 1995                                     | 2020     | Jean-Paul Malaizier        |           |             |
| 2020                                     | En cours | Bernard Pusset             |           |             |

## Démographie
L'évolution du nombre d'habitants est connue à travers les recensements de la population effectués dans la commune depuis 1793. Pour les communes de moins de 10 000 habitants, une enquête de recensement portant sur toute la population est réalisée tous les cinq ans, les populations de référence des années intermédiaires étant quant à elles estimées par interpolation ou extrapolation. Pour la commune, le premier recensement exhaustif entrant dans le cadre du nouveau dispositif a été réalisé en 2005.

En 2022, la commune comptait 450 habitants, en évolution de −11,59 % par rapport à 2016 (Jura : −0,81 %, France hors Mayotte : +2,11 %).
| 1793 | 1800 | 1806 | 1821 | 1831 | 1836 | 1841 | 1846 | 1851 |
| ---- | ---- | ---- | ---- | ---- | ---- | ---- | ---- | ---- |
| 588  | 607  | 649  | 716  | 825  | 855  | 870  | 854  | 850  |

| 1856 | 1861 | 1866 | 1872 | 1876 | 1881 | 1886 | 1891 | 1896 |
| ---- | ---- | ---- | ---- | ---- | ---- | ---- | ---- | ---- |
| 849  | 834  | 862  | 782  | 808  | 786  | 746  | 701  | 666  |

| 1901 | 1906 | 1911 | 1921 | 1926 | 1931 | 1936 | 1946 | 1954 |
| ---- | ---- | ---- | ---- | ---- | ---- | ---- | ---- | ---- |
| 602  | 618  | 630  | 470  | 430  | 403  | 387  | 372  | 358  |

| 1962 | 1968 | 1975 | 1982 | 1990 | 1999 | 2005 | 2006 | 2010 |
| ---- | ---- | ---- | ---- | ---- | ---- | ---- | ---- | ---- |
| 361  | 356  | 367  | 395  | 444  | 472  | 515  | 521  | 522  |

| 2015 | 2020 | 2022 | - | - | - | - | - | - |
| ---- | ---- | ---- | - | - | - | - | - | - |
| 508  | 461  | 450  | - | - | - | - | - | - |

## Lieux et monuments

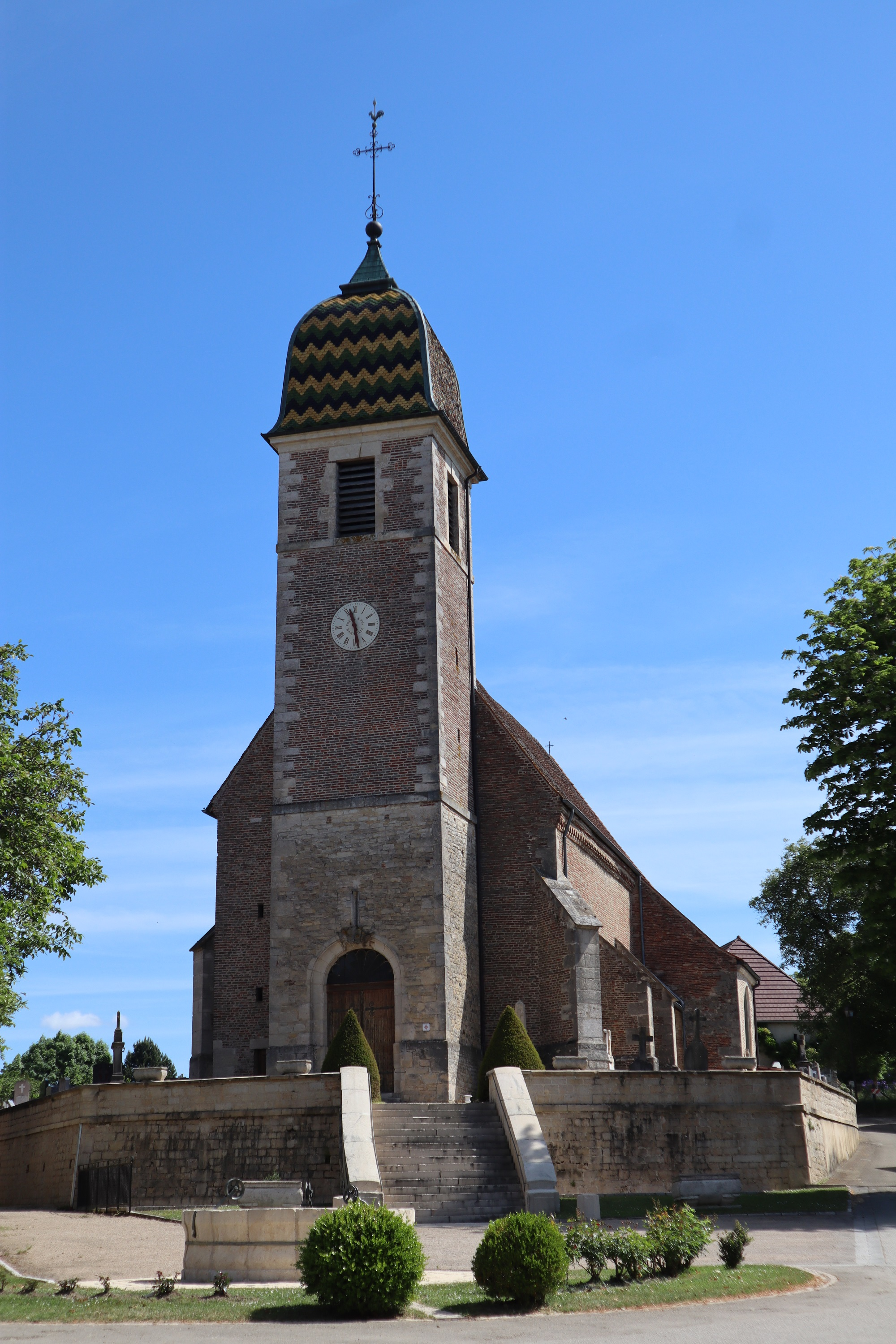
L'église Notre-Dame.

- Chapelle de Notre-Dame Miraculeuse des Bois ou des Affligés[20], à l'extérieur du bourg ; reconstruite au XVIIIe siècle. Pèlerinage chaque 15 août[21].
- Église de l’Assomption-de-la-Mère-de-Dieu, inscrite aux Monuments Historiques depuis 1974. Elle a été détruite par les troupes de Louis XI en 1479, une nouvelle a été construite au début du XVIe siècle. Le clocher fut reconstruit au XVIIIe siècle après un incendie, et restauré en 1990 : il est typiquement comtois[22].
- Chapelle seigneuriale : tombes de Guillaume de Visemal (?-1548), écuyer, seigneur de Bretenières et de Marie de Chaussin, XVIe siècle[23].
- Calvaire.
- L'imposant château médiéval, son donjon et ses quatre tours ont été détruits au début du XVIIe siècle, par l'armée de Richelieu et Louis XIII, durant les guerres de 1636.
- Chapelle de la Sainte-Vierge, construite en 1948, en reconnaissance du village épargné durant la Deuxième Guerre mondiale[24].
- Trois maisons de la commune du XVIIIe siècle, sont inscrites en 1995 aux Monuments Historiques.

### Autoroute A39
La commune est traversée par  l'A39 depuis le milieu des années 1990 : « L'autoroute A39 traverse la forêt sans provoquer trop de nuisances. Son tracé initial aurait pu être tout autre, le long de l'Orain, sans l'intervention décisive, à Paris, de Jean Laloy », dont Rahon était le village natal, et son père Louis Laloy, l'ancien maire, de 1935 à 1940.
Une aire de repos se trouve sur la commune, appelée « la Vouivre », du nom de l'animal mythique de cette légende locale. (Dans l'autre sens, l'aire s'appelle « Louis Pasteur » et est sur Nevy-lès-Dole).

## Anciennes manifestations culturelles
De 1980 à 1993, un spectacle Son et lumière se déroulait chaque été 3 soirs par semaine durant 3 semaines, aux abords de l'étang du Bief-Madame, dans une des forêts de la commune. Ce spectacle alternait scènes paysannes du début du XXe siècle et des scènes de légendes et contes populaires franc-comtois (dont celle de la Vouivre). Les participants étaient tous bénévoles de la commune, ou des communes voisines.

## Personnalités liées à la commune
- Joachim de Rye, seigneur de Rahon, premier chambellan de Charles Quint.
- Denis-François-Xavier Bourges (1797-1879), né et décédé à Rahon[27], peintre, élève de M. de Valdahon. Certains de ses portraits sont au Musée des beaux-arts de Dole[28].
- Louis Laloy (1874-1944), ancien élève de l'École normale supérieure, agrégé et docteur ès lettres, homme de lettres, critique musical, compositeur, sinologue, professeur au Conservatoire de Paris, secrétaire général de l'Opéra de Paris de 1913 à 1940, maire de Rahon de 1935 à 1940. Inhumé à Rahon, près de son fils Jean Laloy[29].
- Claude Debussy (1862-1918), ami de Louis Laloy et parrain de son fils[30], chez qui il résida à Rahon : en 1907 il y composa et lui dédia la deuxième Image pour piano, Les cloches à travers les feuilles, inspirées par celles du clocher du village[31],[32].
- Jean Laloy (1912-1994), ambassadeur, fils de Louis Laloy. Interprète du général de Gaulle, qui le cite dans ses Mémoires de guerre, lors de sa rencontre avec Staline en 1944, membre de l'Académie des sciences morales et politiques, il est, successivement, de 1955 à 1977, directeur adjoint du cabinet du ministre, ministre de France à Moscou, directeur d'Europe, directeur adjoint des affaires politiques, conseiller diplomatique du gouvernement, directeur général du ministère des Affaires étrangères[33]. Il intervint contre le tracé prévisionnel de l'autoroute A 39 pour épargner la vallée de l'Orain[25].
- Blanche Maynadier (1923-2004), poétesse, qui consacre plusieurs poèmes au village dont était originaire sa mère[34].